# لب‌لوله‌ماهی سرخ
لب‌لوله‌ماهی سرخ (نام علمی: Fistularia petimba) نام یک گونه از سرده لب‌لوله‌ماهی است.